# Мигес (город)
Мигес (исп. Migues) — город на юге Уругвая, на территории департамента Канелонес.

## География
Город находится в восточной части департамента, западнее реки Солис-Гранде, на высоте 49 метров над уровнем моря.
Мигес расположен на расстоянии приблизительно 60 километров к востоку от города Канелонес, административного центра департамента и на расстоянии 57 километров к северо-востоку от Монтевидео, столицы страны. Ближайший гражданский аэропорт расположен в городе Монтевидео.

## История
Мигес был возведён в статус сельского населённого пункта (Pueblo) 14 августа 1878  года и первоначально носил название Кармен (Carmen). Получил статус малого города (Villa) 15 мая 1925 года. Получил статус города (Ciudad) 26 июня 1970 года.

## Население
По данным переписи 2011 года, население составляло 2 109 человек.
| Год  | Население |
| ---- | --------- |
| 1908 | 5 000     |
| 1963 | 1 968     |
| 1975 | 2 183     |
| 1985 | 2 079     |
| 1996 | 2 004     |
| 2004 | 2 180     |
| 2011 | 2 109     |

Источник: Instituto Nacional de Estadística de Uruguay